# Hawaiʻi Ponoʻī

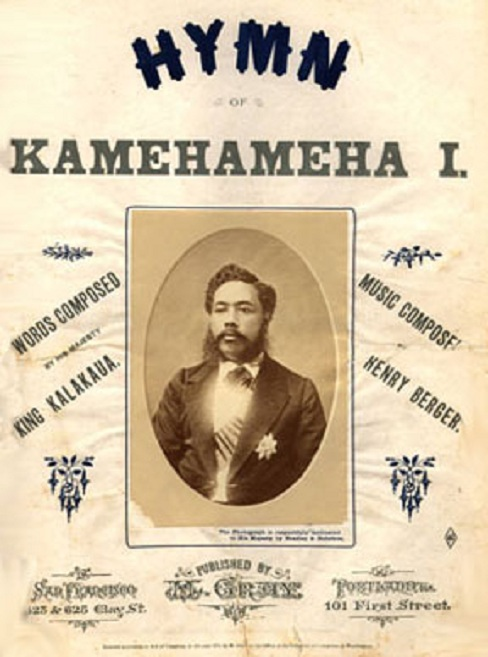
Coverafbeelding voor de bladmuziek van Hawaiʻi Ponoʻī

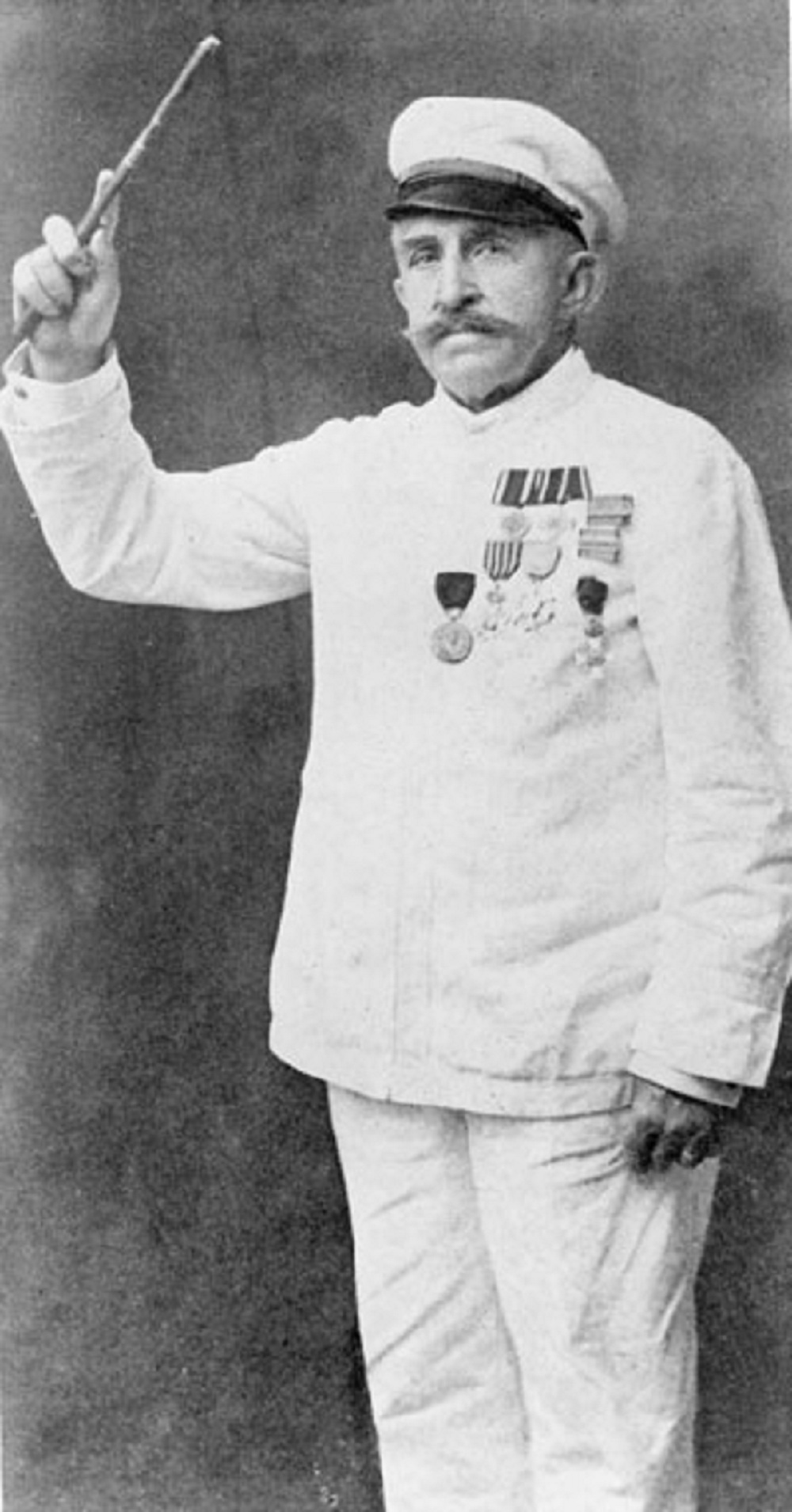
Henri Berger

"Hawaiʻi Ponoʻī" is sinds 1967 het officiële lied (Engels: state song) van de Amerikaanse staat Hawaï. De tekst werd in 1874 geschreven door Koning Kalakaua en de muziek is van Henri Berger, de toenmalige kapelmeester van de Royal Hawaiian Band. Van 1876 tot 1898 was Hawaiʻi Ponoʻī het volkslied van het Koninkrijk Hawaï als opvolger van het lied He Mele Lahui Hawaii van koningin Liliuokalani. Het was ook het lied van het Territorium Hawaï van 1898 tot 1959. De melodie lijkt op die van God Save the Queen en Heil dir im Siegerkranz.
In het Hawaïaans betekent "Hawaiʻi Ponoʻī", "Hawaï's Eigen".

## Liedtekst
I.
Hawaiʻi ponoʻī,
Nānā i kou mōʻī,
Ka lani aliʻi,
Ke aliʻi.
Hui (Refrein):
Makua lani ē,
Kamehameha ē
Na kaua e pale,
Me ka ihe.
II.
Hawaiʻi ponoʻī,
Nānā i nā aliʻi,
Nā pua muli kou,
Nā pōkiʻi.
III.
Hawaiʻi ponoʻī,
E ka lahui ē,
ʻO kāu hana nui
E uʻi ē.